# Strogo zaupno na Irskem
Strogo zaupno na Irskem je avtobiografski potopis, ki ga je napisal slovenski pisatelj, kolumnist in prevajalec Branko Gradišnik. Prvič je knjiga izšla 1996 v Ljubljani pri založbi Debora. Pri izdaji je avtor sodeloval s knjižnim klubom Svet knjige in ilustratorjem Dušanom Kastelicem. Kot pravi Gradišnik na zadnji platnici svojega potopisa z Irske, gre za knjigo, “kakršno sem si od nekdaj želel brati – in ker je ni napisal nihče drug, sem jo na koncu šel napisat sam.” Posamezna poglavja potopisa je Gradišnik objavljal že veliko prej v kolumni Sobotne priloge dnevnega časopisja Delo od leta 1994 naprej.

## Vsebina
Skozi potovanje Gradišnik na hudomušen način opiše Irske navade in kraje, njihove odnose do vsakdanjih opravkov, dotakne se njihove vere, zgodovine, prometa, vremena in še česa. Vse še dodatno poveže z zgodbami iz svoje preteklosti. 
Potopis se začne, ko avtorju njegova žena in psihiater predlagata počitnice. Porodi se ideja o Irski.
Že na samem letališču nastane problem, saj hoče glavni lik s seboj na letalo vzeti plinski grelnik, katerega mora predati varnostnikom, da ga sploh spustijo na letalo. Že na Londonskem letališču spozna vodičko, ki mu je cel čas trn v peti. Najprej se z Irsko pokrajino spoznajo preko kolesarjenja. Na poti do Wicklow mountains se zaradi kvarjenja opreme venomer ustavljajo. Ko takšno potovanje preživijo se odpravijo na potep po Dublinu. Tam so avtorju zanimivi parki in pokopališča. S kombijem se odpravijo  kot pravi avtor na klateštvo. Pot jih zanese tudi na sever Irske, samo potovanje pa zaključijo v Killarneyu in večjem mestu Cork.   

## Zbirka
Potopis je prvi v seriji Strogo zaupno. Druga dva naslova sta še Strogo zaupno po Siciliji in Strogo zaupno o Sloveniji.

## Izdaje
Strogo zaupno na Irskem je doživel še dodatna dva ponatisa leta 1998 in 2001.  